# Шатель, Жан
Жан Шатель (фр. Jean Châtel; 1575 — 29 декабря 1594, Париж) — французский католик, фанатик. 27 декабря 1594 года пытался убить короля Генриха IV. Казнён.

## Биография
Сын суконщика. Получил образование в иезуитском Клермонском коллеже (ныне лицей Людовика Великого).
27 декабря 1594 года юноше удалось проникнуть в Лувр и получить доступ к королевской приёмной. Когда король наклонился, чтобы помочь подняться двум коленопреклонённым офицерам, Шатель ударил его ножом, рассёк губу и выбил зуб. Он был немедленно схвачен. При нём нашли несколько предметов, выдававших в нём католика — чётки и т. п.
Король сначала хотел великодушно отпустить несостоявшегося убийцу ввиду его юного возраста (Шателю было 19 лет), но когда узнал, что Шатель — ученик иезуитского коллежа, приказал арестовать его и провести следствие.

## Суд и казнь
На вопрос судьи, почему он хотел убить короля, Шатель ответил: «Я слышал во многих местах, что убийство короля, которого не признаёт Папа Римский — праведное дело». Допрос показал, что идейными вдохновителями Шателя были иезуиты, которые распространяли мнение, будто убийство короля-протестанта — это христианский подвиг. Однако он отрицал, что у него были сообщники, и даже под пыткой показывал, что действовал по собственной воле и один.
Через два дня Шатель был приговорён к смертной казни через четвертование.

## Последствия

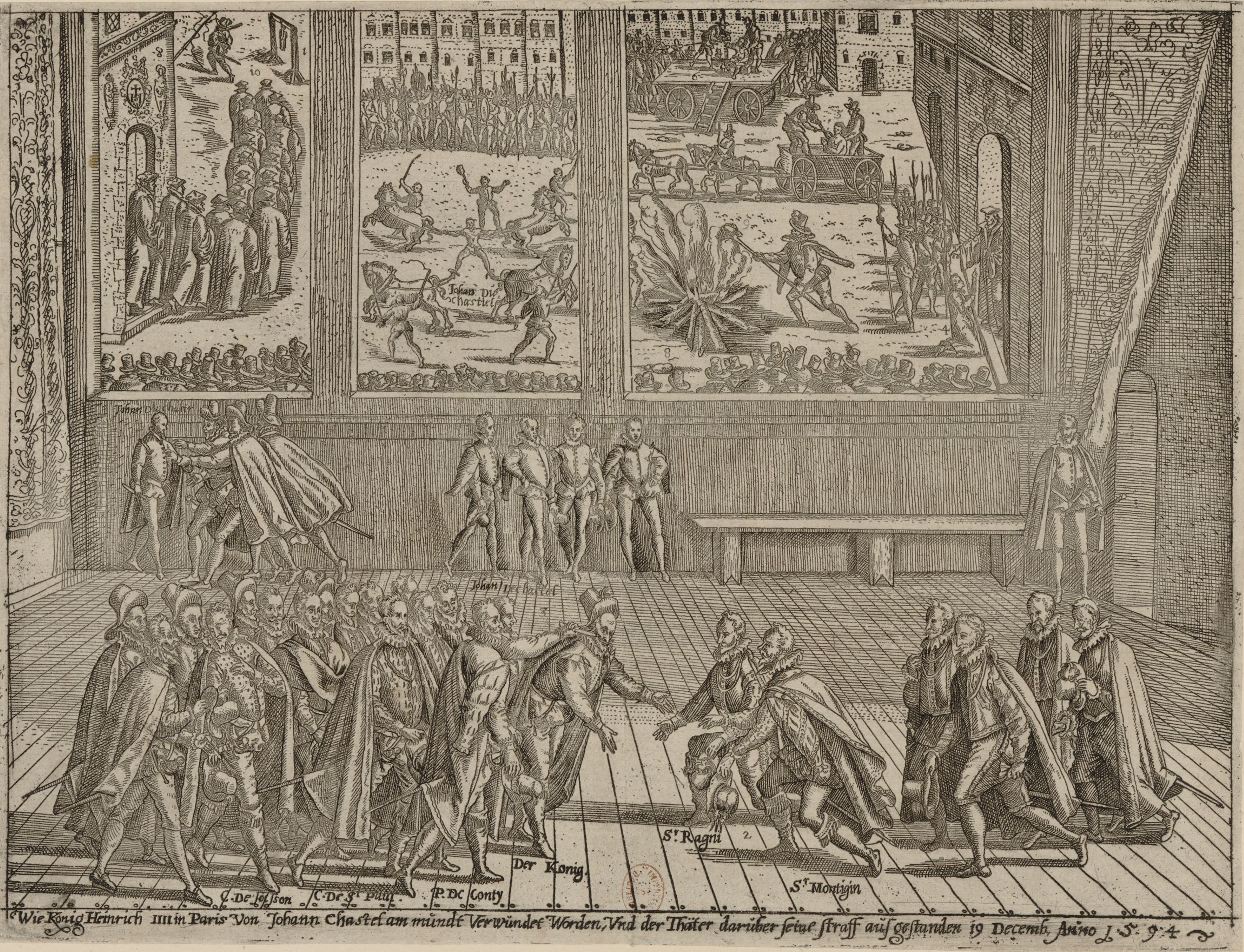
Покушение Шателя на Генриха IV (гравюра конца XVI века)

Король Генрих IV был популярен. После покушения Жана Шателя народ осадил Клермонский коллеж, в котором учился Шатель. Полицейские провели обыск и обнаружили в келье некоего отца Гиньяра рукописи, в одной из которых было сказано: «Героический поступок Жака Клемана, вдохновлённый Святым Духом, был по праву одобрен». Гиньяру было предъявлено обвинение, но он не отказался от своих слов, категорически не желая признавать Генриха IV королём Франции, потому что папа «не признавал его». Его повесили 7 января 1595 года, через девять дней после казни Шателя.
Дом Жана Шателя сровняли с землёй, возведя на его месте искупительную пирамиду с антииезуитскими надписями на ней.
Дело Шателя было одним из поводов для изгнания иезуитов. Однако в 1604 году они вернулись во Францию (поскольку король уступил давлению окружения, полного иезуитских шпионов). В том же 1604 году искупительная пирамида, воздвигнутая на месте жилища Жана Шателя, была разрушена. На её месте префект Парижа Франсуа Мирон построил фонтан Варнавитян.

## Комментарии
1. ↑  На Генриха IV продолжало распространяться действие папской буллы «Ab immensa» об отлучении от церкви, в которой папа Сикст V проклинает Генриха Наваррского и принца Конде за впадение в ересь и лишает их вместе с их потомками права наследования какого-либо герцогства, княжества или королевства.